# 英式庭園

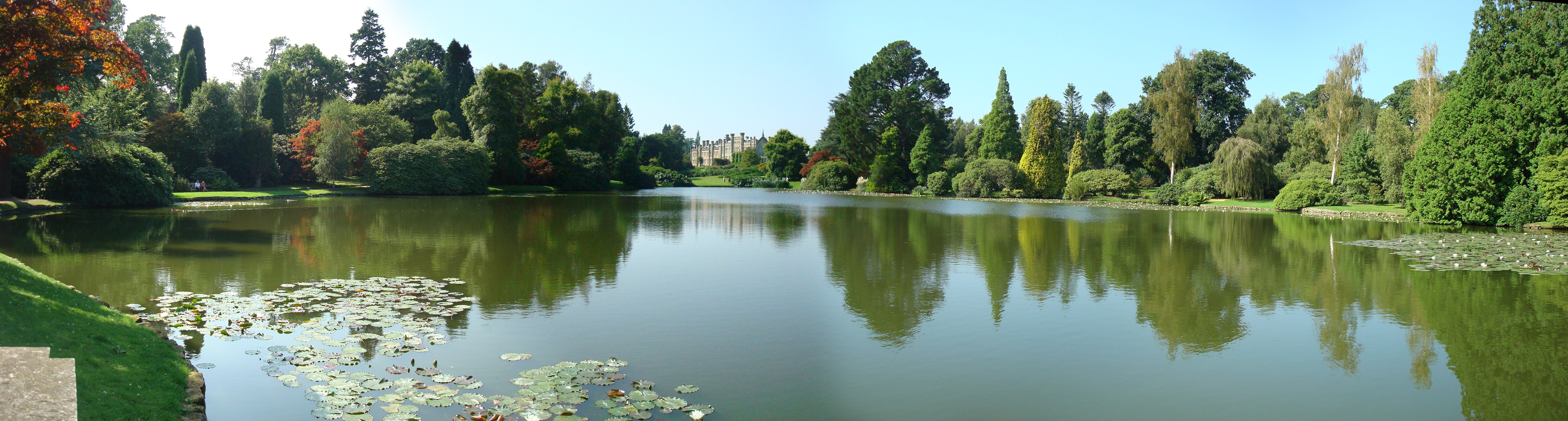
Sheffield Park Garden, East Sussex

英式庭園起源於十八世紀的英國園藝造景。狹義指相對於平面幾何學式庭園（法式庭園），追求自然的景觀美、由廣大苑池構成的自然風景式庭園。

## 概要

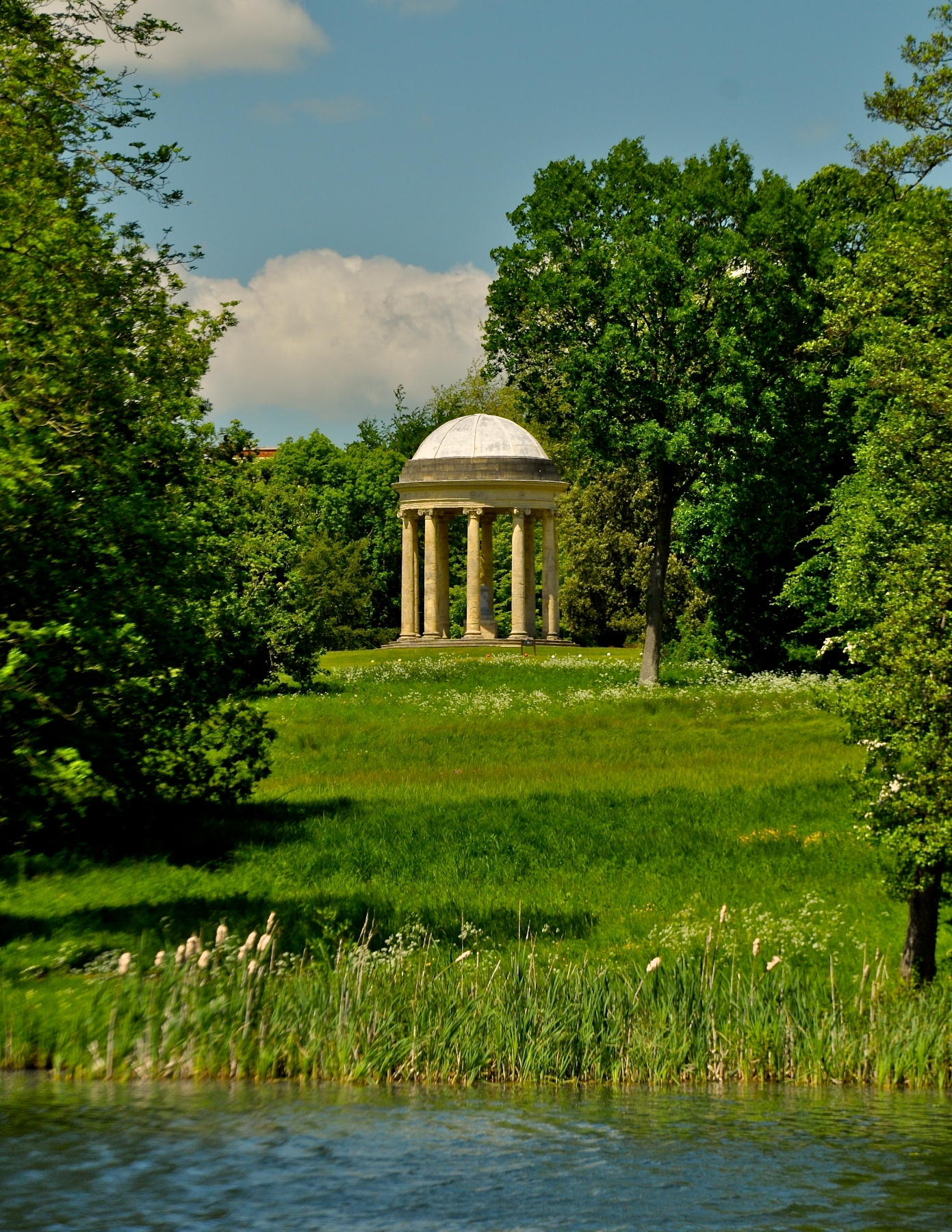
希臘式涼亭

建造的靈感，來自於十七世紀法國畫家普桑（Nicolas Poussin）、克羅德·洛林（Claude Lorrain）和北歐風景畫家詩情畫意的明媚風景畫，此外，還深受英國詩人波普（Pope)抒情的田園詩和中國園林的影響。
在哲學家盧梭（Rousseau）樸素的自然思潮和廢墟畫家休貝特·羅貝特的影響下，法國候爵吉拉丹（Girardin）將巴黎近郊的艾美諾維爾（Ermenon Ville），改造為法國首座自然的英國花園後，在十八世紀中期更是掀起建造英式花園的風潮。
英式花園走的風格是精緻典雅的洛可可，所以花園主要組成為雕像、潺潺流水和融入當地自然景觀的風景。歐洲公認的花園包括數個浪漫景觀：池塘湖上有橋柱的小橋、希臘式亭閣、中式涼亭、圓塘、石柱、岩石山洞等如詩如畫的意境。
著名的英式花園有德國慕尼黑的英國花園（Englischer Garten）和沃利茨園（Dessau-Wörlitz Garden Realm）、英國倫敦的聖詹姆斯公園（The pond in Sheffield Park Garden）等。
著名園藝設計師包括了斯蒂芬·瑞士（1682 -1745）、威廉·肯特（1685 – 1745）、查爾斯·布里奇曼（1690 -1738）、万能布朗（1716 -1783）、約翰·凡布魯（1664 -1726）。

## 進一步閱讀
- Hunt, John Dixon, The Genius of the Place. The English Landscape Garden 1620–1820. London, Elek. 1975.